# Hlubany (tvrz)
Hlubany jsou tvrz ve stejnojmenné vesnici na západní okraji města Podbořany v okrese Louny. Tvrz stojí v jihozápadní části vesnice v nadmořské výšce 320 metrů. Od roku 1964 je chráněna jako kulturní památka. Ve tvrzi se nachází expozice Kaolin na Podbořansku.

## Historie
Již z roku 1321 jsou známí vladykové Fremut a Bušek z Hluban, ale první písemná zmínka o tvrzi je až z roku 1385, kdy patřila Petrovi z Rabštejna a po něm Jetřichovi a Zikmundovi z Hluban.
Během husitských válek ji držel Jetřich z Kladna, a protože byl přívržencem krále Zikmunda, dobylo ji brzy po roce 1420 žatecké vojsko. V roce 1433 (podle některých zdrojů jde o první rok, kdy je tvrz přímo doložena) koupil poškozenou tvrz Pechanec Ojíř z Očedělic a nechal ji opravit. Jeho syn Mikuláš zde sídlil až do doby okolo roku 1490 (před rokem 1501), kdy ji získal rod Fremutů, kteří ji v roce 1550 prodali s celým panstvím za 1 600 kop grošů Janu Chrtovi z Chrtína. Jeho synové Adam a Zikmund ji v roce 1575 prodali Jiřímu Fictumovi ze Zlovědic za pět tisíc kop míšeňských grošů.
Po Fictumech se od roku 1598 vystřídala trojice majitelů: Jan Štampach ze Štampachu, Anselm Steinsdorf ze Steinsdorfu (od roku 1602) a Heřman Černín z Chudenic. Černínové připojili hlubanské panství ke Krásnému Dvoru. Tvrz poté začala sloužit hospodářským účelům.
V první polovině 20. století byly v přízemí zřízeny byty, ale ve druhé polovině téhož století tvrz v majetku jednotného zemědělského družstva zchátrala.
V roce 2010 nechalo město Podbořany zchátralou budovu opravit. Krátkou dobu ji užívalo myslivecké sdružení z Buškovic a po nich ji začalo spravovat sdružení RestArt, které ji příležitostně pronajímá nebo zpřístupňuje veřejnosti. Od roku 2018 je v budově tvrze umístěná expozice Kaolin na Podbořansku, kterou zřídilo městské Muzeum Podbořany.

## Stavební podoba
Tvrziště má rozměry 40 × 30 metrů a částečně ho obepíná vodní příkop, kolem kterého vedla nedochovaná hradba. Budova s 1,5 metru silnými zdmi má obdélný půdorys. Sklep je klenutý a strop v přízemí je plochý. Patro tvrze bylo přestavěno na sýpku.